# Sielachy (przystanek kolejowy)
Sielachy (biał. Селяхі, ros. Селяхи) – przystanek kolejowy w pobliżu miejscowości Sielachy, w rejonie brzeskim, w obwodzie brzeskim, na Białorusi.
W dwudziestoleciu międzywojennym była to stacja kolejowa o nazwie Przyborowo.